# Золотистая скорпена
Золотистая скорпена, или золотой морской ёрш (лат. Scorpaena scrofa) — морская рыба семейства скорпеновых.

## Описание
Максимальная длина тела составляет 50 см, однако чаще только 30 см. Тело крепкое, сильное, немного сглаженное с боков. Большая, широкая голова покрыта шипами. Над глазами и на ноздрях имеются щупальцевидные кожные выросты. Подбородок также покрыт многочисленными кожными выростами. Чешуя у рыбы немногочисленная, однако очень крупная. Вдоль боковой линии её количество равняется примерно от 35 до 40. У золотистой скорпены большие, широкие грудные плавники, плавательный пузырь отсутствует. Красновато-коричневая окраска тела варьируется в зависимости от местообитания. Рыба периодически линяет, часто несколько раз в месяц.
Несколько лучей спинного и анального плавников используются как ядовитые жала, которые рыба выставляет при опасности. Яд может быть смертелен и для людей. Он сразу вызывает очень сильные боли, которые долго не прекращаются. Даже через месяцы могут возникать похожие на приступы боли и нарушения циркуляции крови. Так как яд чувствителен к высоким температурам, в качестве срочной меры можно поместить место укола в горячую воду примерно 50 °C или приложить горячий компресс. Однако, этот метод спорный, так как кроме отравления может ещё привести и к ожогу.

## Распространение
Вид обитает в субтропических морях. Ареал охватывает акваторию в северо-восточной Атлантике Сенегала до Британских островов, а также у Мадейры, Азорских, Канарских островов и Кабо-Верде, также в Средиземном море. Чаще встречается на скалистом, поросшем водорослями грунте. Иногда встречается также на песчаном дне на глубине от 20 до 500 м. Часто рыба неподвижно лежит на дне, хорошо замаскировавшись, и ждёт добычу. Потревоженная рыба быстро уплывает в поисках нового укрытия.

## Питание
Рыба питается ракообразными, моллюсками, рыбой. Золотистая скорпена охотится из засады в предрассветное время и ночью. Она полагается преимущественно на свою превосходную маскировку и ждёт, пока потенциальная добыча — мелкая рыба и ракообразные — не приблизятся к ней достаточно близко. Затем она молниеносно хватает добычу.

## Размножение
Нерест происходит поздней весной и летом. Икра представляет собой желатиноподобный, прозрачный сгусток.

## Значение
Золотистая скорпена — это промысловая рыба. Большие экземпляры тушатся целиком или поджариваются в печи. Перед подачей на стол твёрдую кожу удаляют. После приготовления рыба приобретает декоративный красный цвет и имеет относительно мягкое мясо.